# Nausibius repandus
Nausibius repandus es una especie de coleóptero de la familia Silvanidae.

## Distribución geográfica
Habita en el sureste de Estados Unidos.